# Повардарска епархия
Повардарската епархия (на македонска литературна норма: Повардарска епархија) е една от епархиите на Македонската православна църква, разположени на територията на Северна Македония. Обхваща централната част на Северна Македония, на юг от Таорската клисура край Скопие по долината на река Вардар до границата с Гърция на юг. Към тази епархия принадлежат районите на градовете Велес, Кавадарци, Неготино, Валандово, Богданци, Демир Капия и Гевгели. Начело на епархията стои митрополит Агатангел Повардарски.

## Епископи
На Охридската архиепископия
| Име              | Години                                                                |
| ---------------- | --------------------------------------------------------------------- |
| Нектарий Велешки | края на XVI век                                                       |
| Даниил Велешки   | ? – 1648                                                              |
| Герасим          | споменат в Слепченския поменик                                        |
| Йосиф            | споменат в 1668 и 1670                                                |
| Митрофан         | споменат на 12 май 1677 г. като бивш велешки епископ                  |
| Дионисий         | споменат 1683 г. и 1684 г.                                            |
| Калиник          | участвал в избора на охридския архиепископ Филотей на 16 юлий 1714 г. |
| Макарий          | споменат в 1722 г.                                                    |
| Давид            | ? – 1735 †                                                            |
| Даниил           | избран на 26 юни 1735 г., споменат на 16 август 1735 г.               |
| Йосиф            | споменат в 1746, 1752 и 1753 г., вероятно управлявал 1746 – 1753      |
| Теодосий         | споменат в 1759 г.                                                    |
| Йосиф            | споменат в 1767 г. Възможно тъждествен с горния.                      |

На Вселенската патриаршия
| Име                   | Години      |
| --------------------- | ----------- |
| Григорий Велешки      | 1772 – 1788 |
| Йоаким Велешки        | 1788 – 1808 |
| Игнатий Велешки       | 1808 – 1841 |
| Теоклит Хадзипанайоту | 1842 – 1847 |
| Авксентий Велешки     | 1848 – 1855 |
| Антим Алексиадис      | 1855 – 1869 |
| Генадий Велешки       | 1869 – 1872 |

На Българската екзархия
| Име                  | Години      |
| -------------------- | ----------- |
| Дамаскин Велешки     | 1872 – 1877 |
| Авксентий II Велешки | 1894 – 1907 |
| Мелетий Велешки      | 1908 – 1912 |

На Македонската православна църква
| Име                   | Години      |
| --------------------- | ----------- |
| Гаврил Повардарски    | 1978 – 1986 |
| Михаил Повардарски    | 1986 – 1993 |
| Агатангел Повардарски | 2000        |
| Йоан Повардарски      | 2000 – 2002 |
| Агатангел Повардарски | 2006 –      |

На Православната охридска архиепископия
| Име                      | Години             |
| ------------------------ | ------------------ |
| Йоан Велешко-Повардарски | 2002 – 2005        |
| временното управление    | 2005 – 20 юни 2023 |

## Манастири
- Полошкият манастир „Свети Георги“
- Ветерският манастир „Свети Йоан Ветерски“, край село Ветерско
- Манастирът „Свети Димитър“, Велес
- Моклищкият манастир „Свети Никола“, село Моклище
- Валандовският манастир „Свети Георги“, Валандово

## Църкви
- Катедрален храм на епархията е „Свети Пантелеймон“
- Църква „Свети Великомъченик Димитър“, Кавадарци
- Църква „Пресвета Богородица“, село Дреново
- Маркова скална църква „Свети Никола“, село Драдня